# Shannon Hylton
Shannon Hylton (* 19. Dezember 1996) ist eine britische Sprinterin, die sich auf die 200 Meter spezialisiert hat.

## Sportliche Laufbahn
Erste internationale Erfahrungen sammelte Shannon Hylton bei den Jugendweltmeisterschaften 2013 in Donezk, bei denen sie über 200 Meter den sechsten Platz belegte. 2014 verpasste sie bei den Juniorenweltmeisterschaften in Eugene als Vierte nur knapp eine Medaille. 2015 gewann sie bei den Junioreneuropameisterschaften im schwedischen Eskilstuna die Goldmedaille mit der britischen Staffel und verpasste im 200-Meter-Lauf die Goldmedaille trotz einer windunterstützten Zeit von 22,73 Sekunden und musste sich damit der Deutschen Gina Lückenkemper geschlagen geben. 2017 qualifizierte sie sich für die Weltmeisterschaften in London, bei denen sie jedoch bereits in der Vorrunde ausschied.
Bisher wurde sie einmal britische Meisterin und Hallenmeisterin. Ihre Zwillingsschwester Cheriece Hylton ist ebenfalls Sprinterin.

## Persönliche Bestzeiten
- 100 m: 11,47 s (+1,3 m/s), 21. Mai 2017 in Loughborough
  - 60 m (Halle): 7,37 s, 11. Februar 2017 in Sheffield
- 200 m: 22,94 s (+2,0 m/s), 17. Mai 2015 in Loughborough
  - Halle: 23,24 s, 9. Februar 2014 in Sheffield